# Huacachina

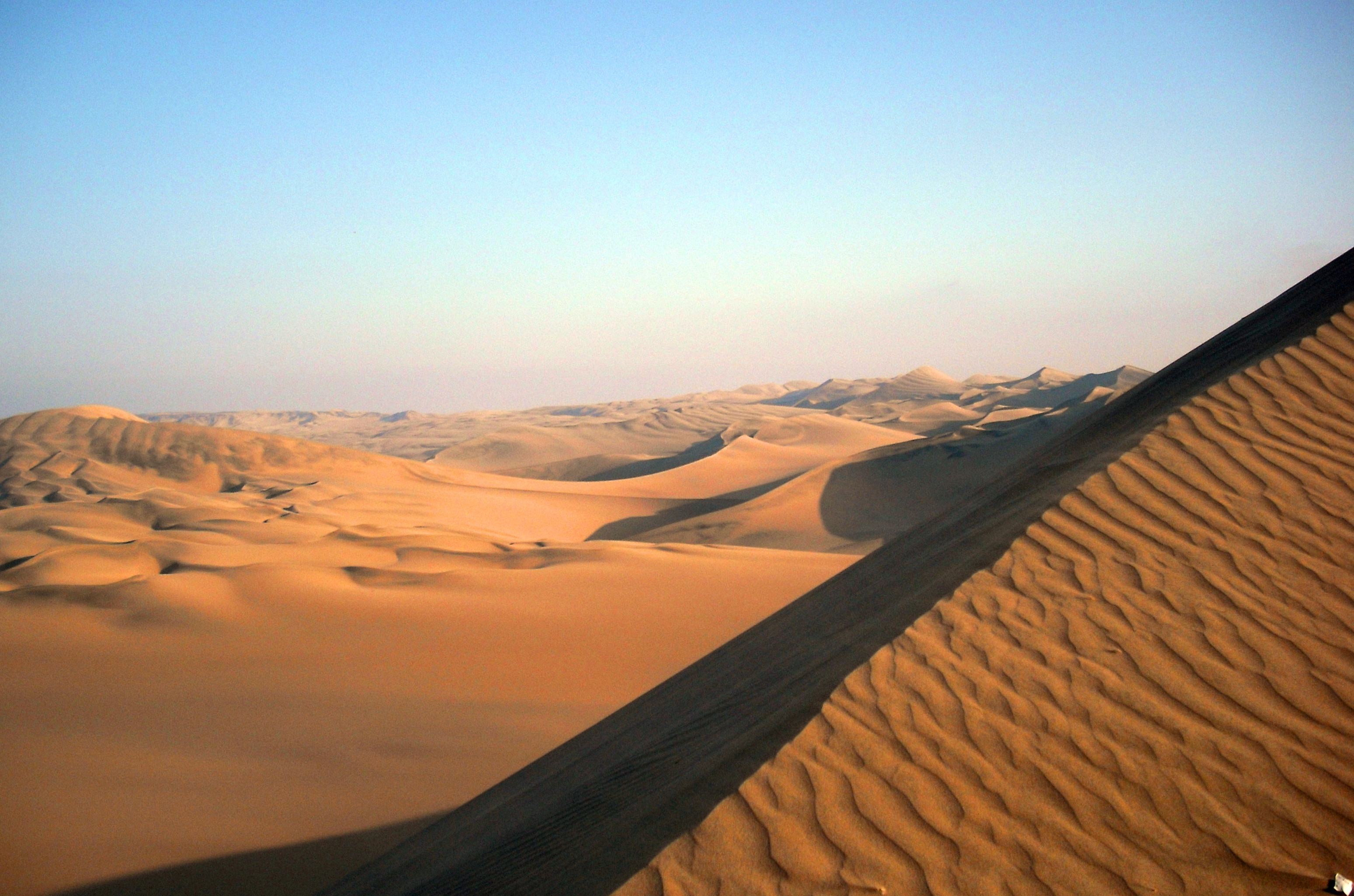
Dünenlandschaft um Huacachina

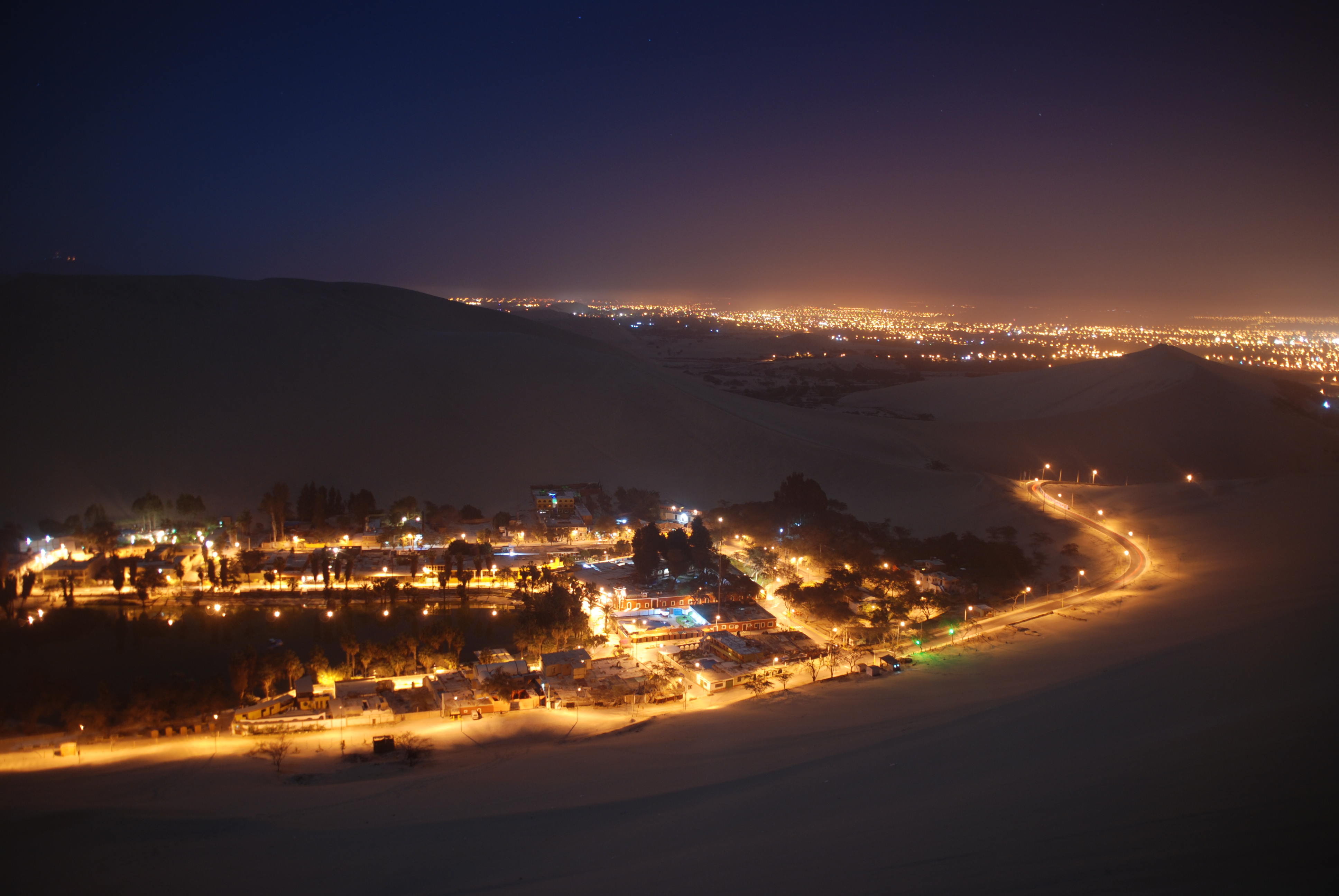
Huacachina bei Nacht, im Hintergrund die Stadt Ica

Huacachina ist ein Ort in der Region Ica in Peru. Er liegt in einer Oase (Laguna de Huacachina) wenige Kilometer westlich der Stadt Ica. Die Wohnbevölkerung beträgt etwa 100 Einwohner, hinzu kommen ständig einige 1000 Gäste.
Der Ort ist stark vom Tourismus geprägt. Er wird sowohl von ausländischen Reisenden als auch von einheimischen Urlaubern besucht. Die touristische Nutzung begann in den 1940er Jahren als Heilbad für reiche Gäste aus Lima, diese Nutzung nahm aber in den 1950er Jahren wieder ab. Erst in den 1990er Jahren nahm die heute intensive touristische Bedeutung wieder zu.
Die Dünen zählen mit einer Höhe von ca. 100 m zu den größten des Landes. Die Oase mit etwa 25 mm Niederschlag im Jahr wird von einem unterirdischen Fluss aus den Anden gespeist, der mineralhaltiges Wasser mitführt, und sie so lange Zeit als Heilbad nutzbar machte. Wegen des durch den Tourismus gestiegenen Wasserverbrauches fiel der See 1988 trocken. Daraufhin wurden Rohrleitungen verlegt, über die zusätzliches Wasser aus Ica zugeführt wird.
Von zahlreichen Anbietern werden Rundfahrten in speziellen Buggies in den Dünen um Huacachina angeboten. Auf den Sanddünen ist Sandboarding möglich, eine abgewandelte Form des Snowboardings, bei der anstelle von Schnee der Dünensand als Untergrund dient.
Zu der Entstehung des Namens gibt es unterschiedliche Überlieferungen. Huacachina setzt sich aus den Quechua-Wörtern huaca („heiliger Ort“) und china („Frau“) zusammen. Einer Legende nach betrauerte eine junge Frau den Tod ihres Geliebten. Die Tränen verwandelten die Inkagötter in eine Lagune, in einen heiligen Ort. Eine andere Geschichte erzählt von einer Prinzessin, die ihr Abbild in einem Spiegel betrachtete. Als sie einen Jäger entdeckte, der sie beobachtete, erschrak sie und ließ den Spiegel fallen. Dieser zerbrach und die Scherben verwandelten sich in eine Lagune, die die fliehende Prinzessin verschlang. Es wird erzählt, dass sie bis heute als Meerjungfrau im Wasser lebt.
Huacachina war eine Zeit lang auf der Rückseite des 50-Sol-Scheines abgebildet. Sie wird vom nationalen Kulturinstitut Perus als nationales Kulturerbe eingestuft.

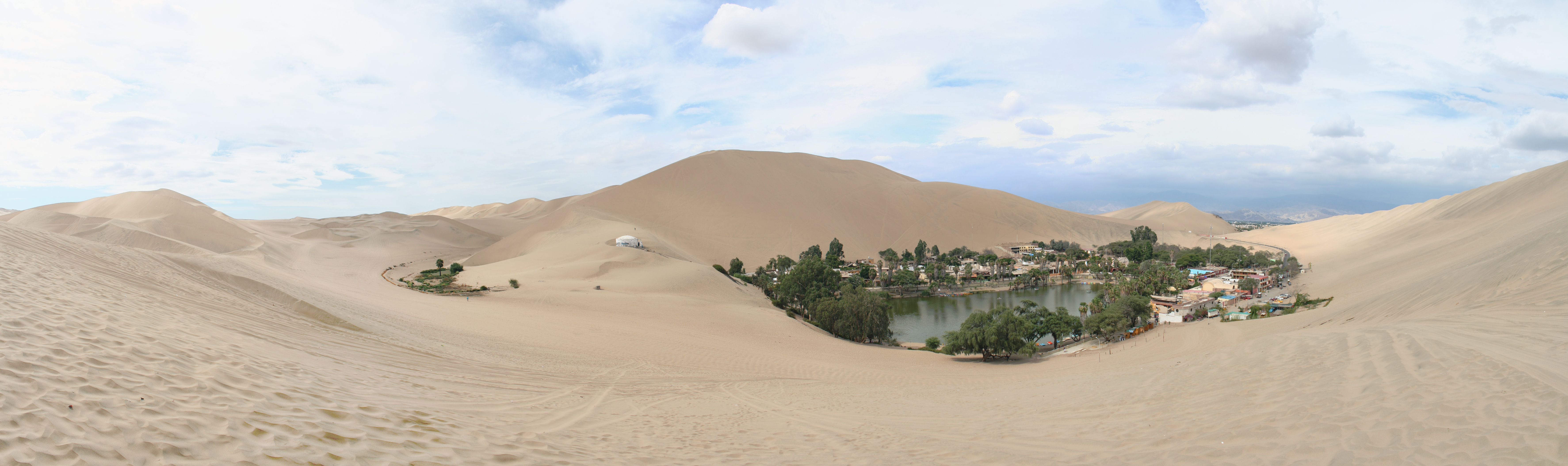
Oase und Sanddünen